# Ernst Georg von Wallis
Freiherr Ernst Georg von Wallis und Karighmain (* 1637; † 6. September 1689 gefallen bei Mainz) war k.k. Feldmarschall-Lieutenant.

## Herkunft
Seine Eltern waren der Generalmajor Freiherr Olivier von Wallis und Karighmain (1600–1667) und dessen Ehefrau die Gräfin Agnes Maria von Guttenstein (* 16. April 1615; † 15. Februar 1672).

## Leben
Er kam in das Infanterie-Regiment (Wallis) und stieg dort zum Oberstleutnant auf. Das Regiment ging 1673 in dänischen Sold. Wallis wechselte ganz in dänische Dienste und diente unter Christian V. in dessen Leib-Regiment als Oberst und Brigadier. 1682 kehrte er in kaiserliche Dienste zurück. Während der Belagerung von Wien im Jahr 1683 war er Kommandant der Festung Raab. Während der Gegenoffensive ab 1684 kam er als Kommandant in die Festung Szathmar und eroberte von dort Kallo, St.Job und Kleinwardein. Am 5. September 1685 wurde er zum Generalfeldwachtmeister ernannt. Er nahm 1686 an der Belagerung von Ofen teil und eroberte Szegedin und Titel. 1688 befand er sich bei der Belagerung von Belgrad, wo er verwundet wurde und am 7. Oktober 1688 zum Feldmarschall-Lieutenant aufstieg.
Als der Pfälzische Erbfolgekrieg ausbrach, wurde er nach Deutschland beordert, wo er 1689 bei der Belagerung von Mainz kämpfte. Nach längerer Belagerung kam es am 6. September 1689 zum entscheidenden Sturm auf die Festung, bei dem Wallis getötet wurde.

## Familie
Wallis heiratet Magdalena Gräfin von Attems (1657–1712). Das Paar hatte zwei Söhne:
- Georg Olivier (1673–1744), kaiserlicher Feldmarschall

⚭ Gräfin Maria Antonia von Götzen
⚭ Gräfin Maria Theresie von Kinsky (1721–1751) auf Kunitz und Tettau
- Franz Anton Paul (1678–1737) Feldzeugmeister ⚭ Cäcilia von Liechtenstein